# ماريا دومينغيز
ماريا دومينغيز (بالإسبانية: María Domínguez)‏ (1 أبريل 1882، بوثويلو دي أراغون في إسبانيا - 7 سبتمبر 1936، فوينديخالون في إسبانيا)؛ كاتِبة، سياسية، صحفية وشاعرة إسبانية.